# Jovan Blagojević
Jovan Blagojević (in serbo Јован Благојевич?; Belgrado, 15 marzo 1988) è un calciatore serbo, centrocampista del Prva iskra Barič.

## Carriera
In carriera ha giocato 14 partite nei turni preliminari di Europa League, tutte con lo Željezničar.
Il 23 giugno 2022, sette anni dopo la prima esperienza, fa ritorno al Velež Mostar.